# Ermita de Santa Justa
Santa Justa és una ermita romànica al terme de Lliçà d'Amunt, al Vallès Oriental, inclosa en l'Inventari del Patrimoni Arquitectònic de Catalunya. És a la carretera de Caldes de Montbui a Granollers, prop de la riera de Tenes i en el km. 8 d'aquesta carretera, hi ha un trencall a mà esquerra vers tramuntana, on es pot agafar una pista. A uns 100 m. s'ha de deixar el vehicle i arribar-hi a peu (el pas està barrat per una cadena), i continuar uns 100 m, més a peu. Per entrar-hi, s'ha de demanar la clau al rector de Lliçà d'Amunt.
| « | Les ermites romàniques, entre elles Santa Justa, esdevenen oasis de silenci i de pau entre boscos i sembrats, enmig del brogit del Vallès Oriental. | » |

## Arquitectura
L'edifici és d'una sola nau amb absis semicircular orientat a llevant i cobert amb volta de quart d'esfera. Està decorat amb faixes llombardes i arquets cecs amb conjunts de quatre. Enmig de cada tram hi ha centrada una finestra de doble esqueixada. Al mur nord hi ha adossada la capella del Roser, de forma quadrada, aprofitant el mur de contrafort, afegida al segle xvi, igual que el portal de migdia.
A la cara sud hi ha la porta dovellada, d'accés actual. Aquest portal, d'arc pla de pedra, té una petxina i dos petits pilars al damunt de la llinda i els angles treballats.
A la façana principal hi ha la porta primitiva que estava tapiada enmig de runes. La coberta és a dues vessants i a la façana s'aixeca una espadanya de dues parets formant angle, que té dues fileres d'obertures, amb dues finestres al primer nivell i quatre al segon. Sembla que inicialment fou una cadireta amb dues obertures per a les campanes.
Dins de la capella del Roser hi ha un retaule gòtic al·lusiu a la vida i martiri de les Santes Justa i Rufina.

## Història
Edifici romànic de tipus llombard dels s. XI-XII. El lloc on es troba la capella és molt antic i fou habitat ja en època romana. Esmentada el 1072, es troba documentació del 1101 i del 1125. L'any 1039 Guislabert I de Barcelona feu donació a la seva filla Arsenda de l'església de Santa Justa. El 1159 el comte de Barcelona, Ramon Berenguer IV, empenyora a Guillem Mainart el que té a Santa Justa per 2.500 morabatins, (equivalent al dinar d'or musulmà dels almoràvits). L'any 1328 apareix en el registre dels comuns com una de les parròquies més antigues de la zona, en aquells moments estava unida Santa Eulàlia de Romança. El s. XV perd part de la seva feligresia, per aquest motiu s'uneix a la parròquia de Lliçà d'Amunt.
No es coneix l'origen exacte de la seva edificació, però si algunes de les seves reformes: el 1502 es reformà la teulada, la portada i el campanar. L'any 1600 es va construir una capella lateral. El 1936 Santa Justa va ser cremada i el 1982 es va fer reconstruir general i es va aterrar la sagristia.
Durant el segle xiv degut al despoblament de la zona, s'agregaren a aquesta parròquia els fidels de la veïna de Sant Cristòfol de Pallars, ja que en aquell terme, el 1457 només hi constaven dues famílies.

## Galeria d'imatges

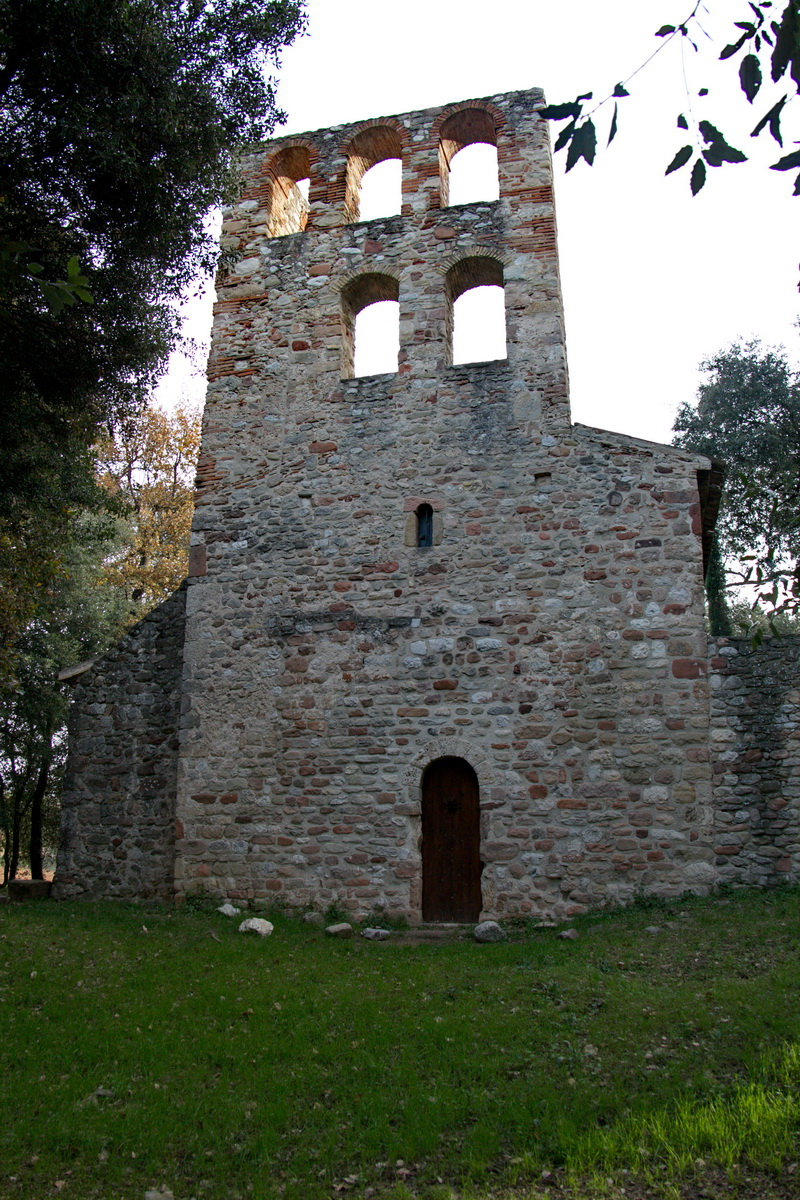
Façana cantó a Ponent
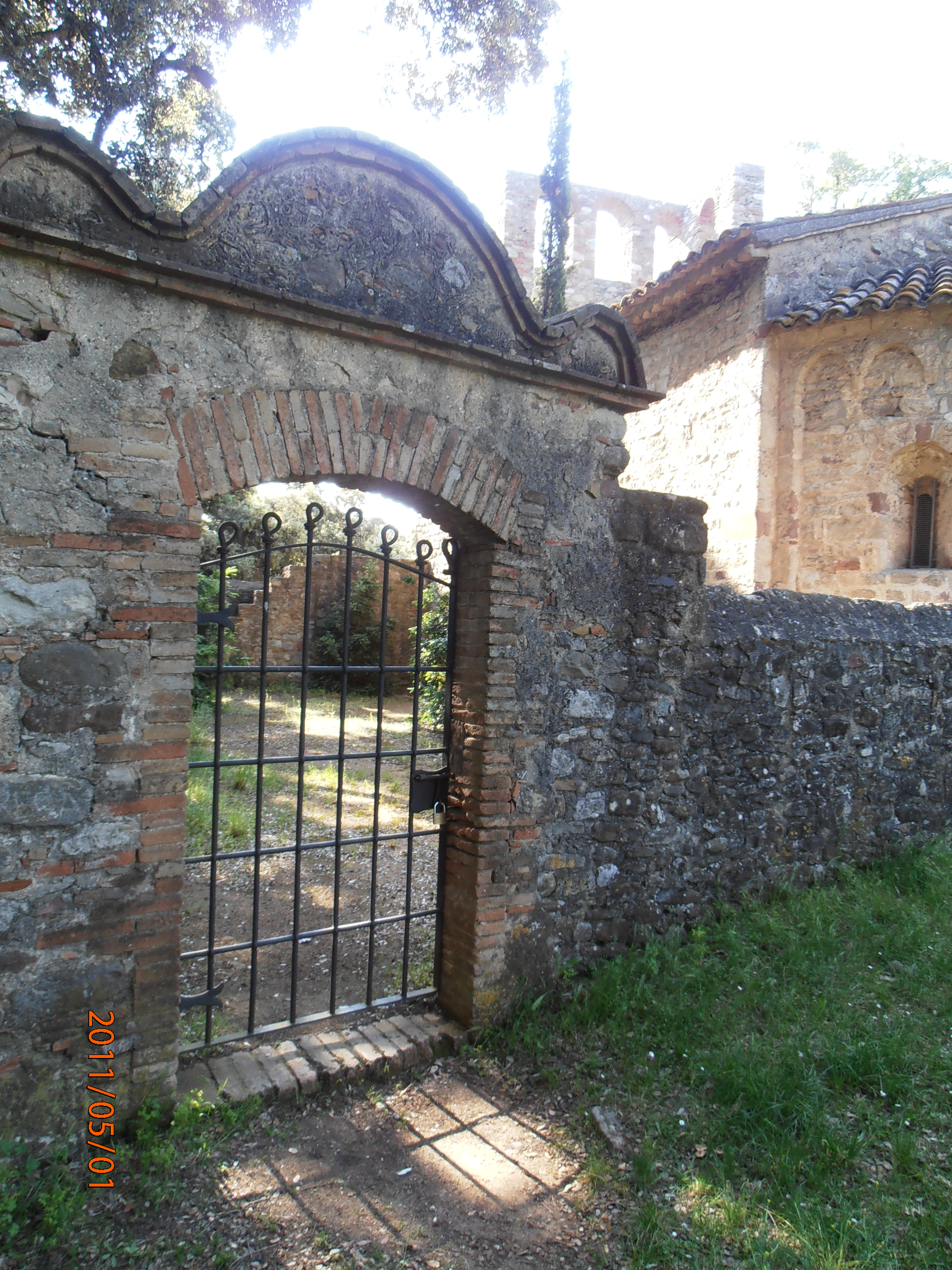
Porta, cantó Marinada de l'ermita
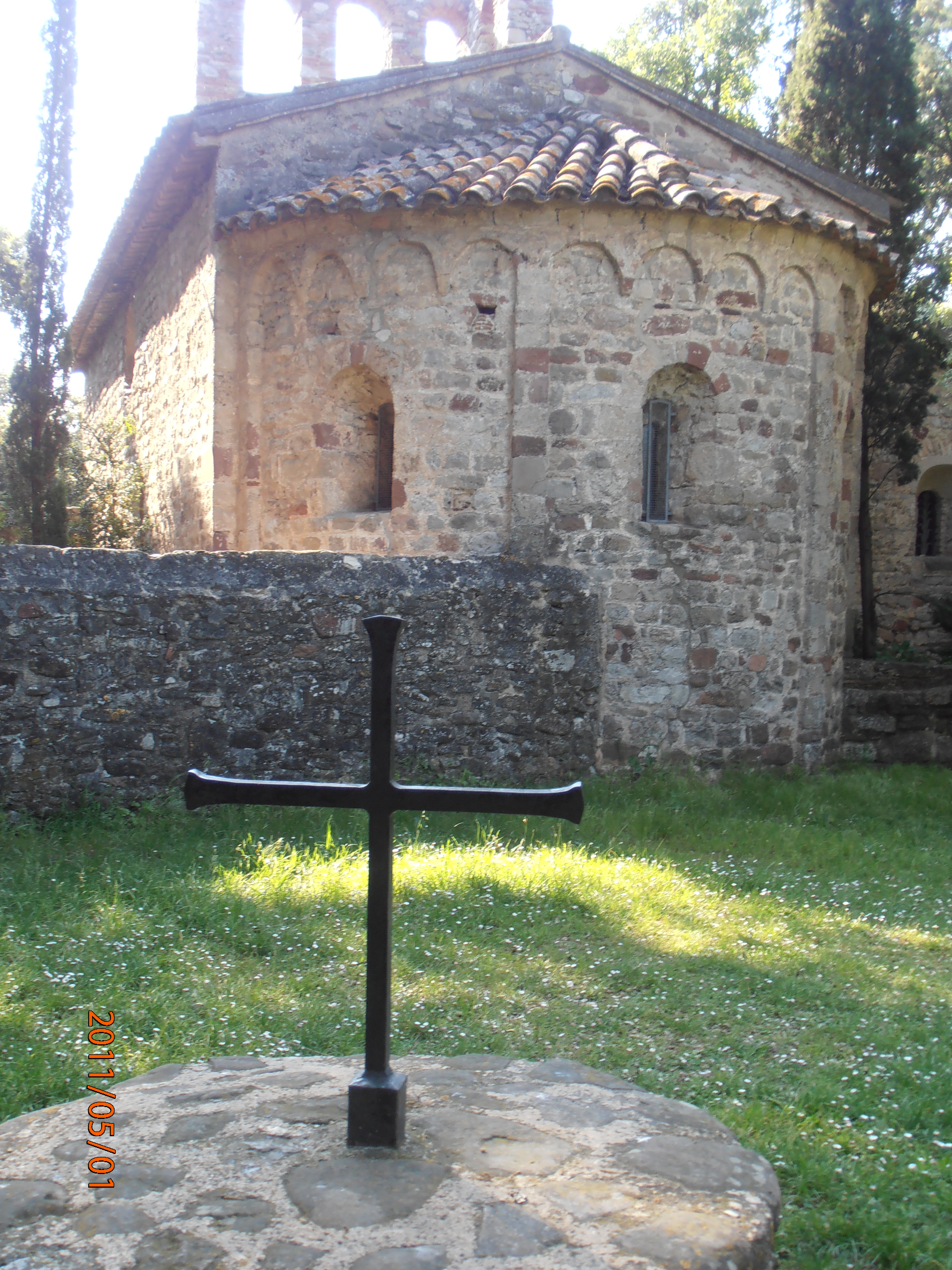
L'àbsis de l'ermita des del canto de Llevant
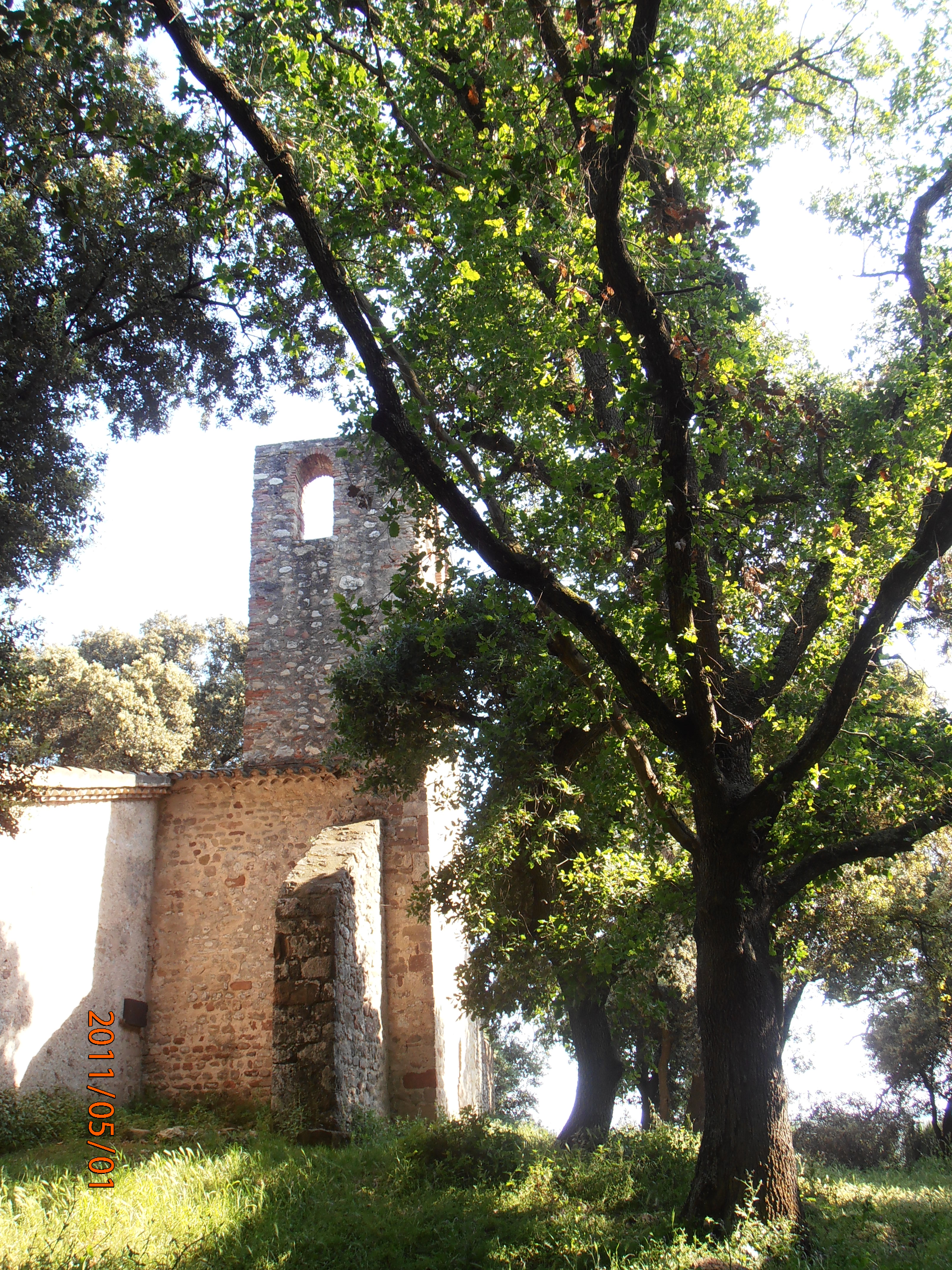
Cantó Nord de l'ermita
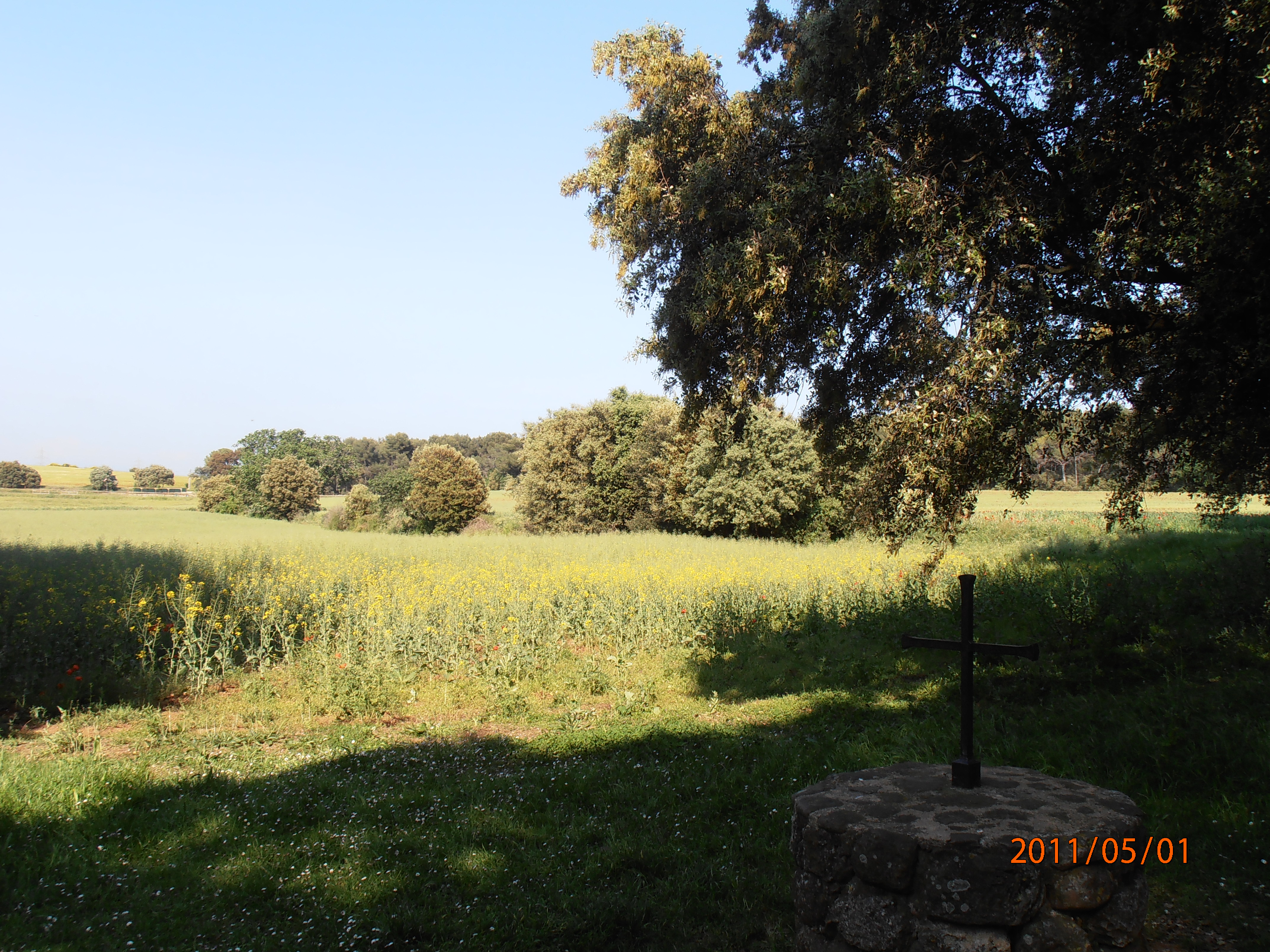
Camps que envolten la part nord de l'ermita
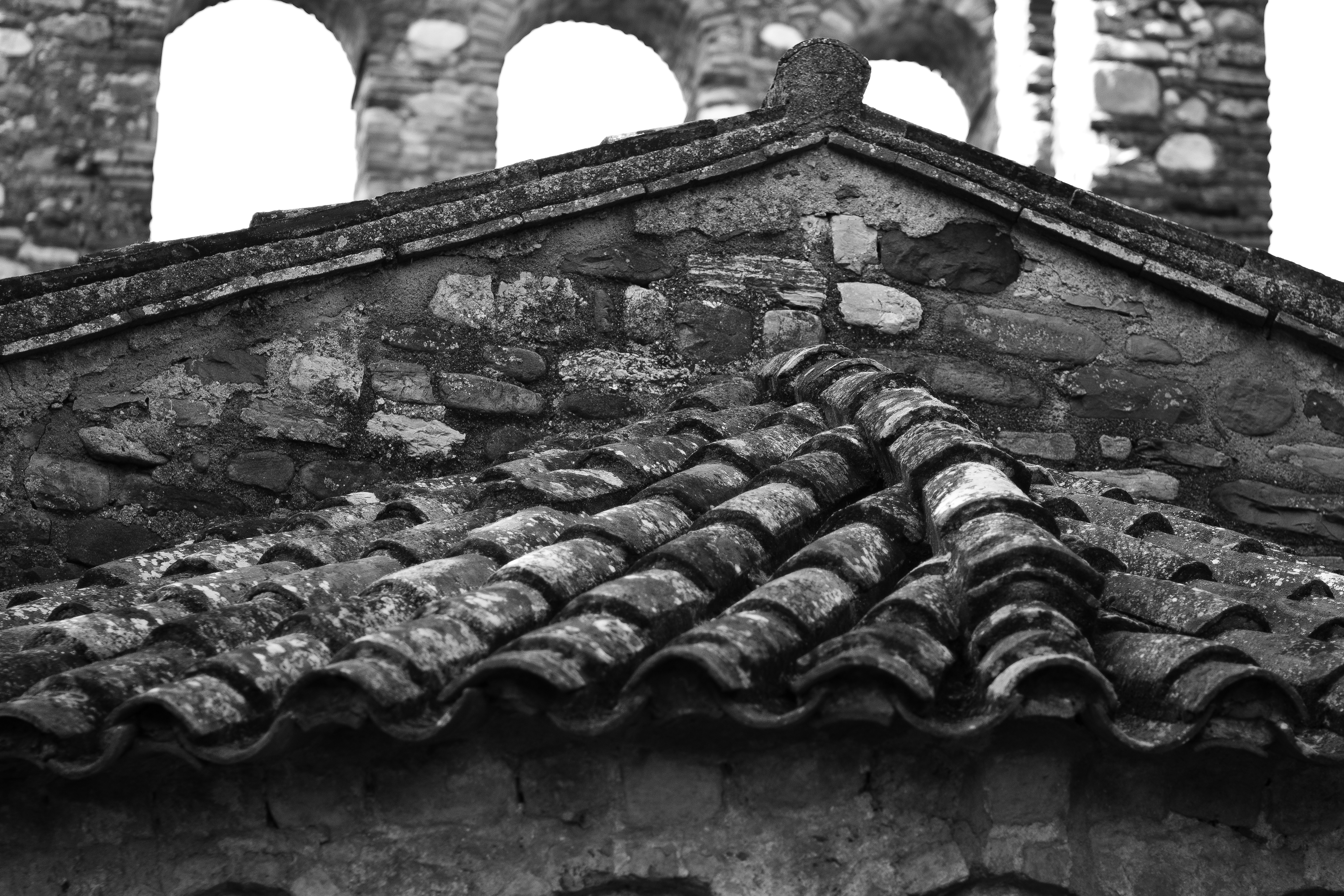
Cubierta del ábside de la ermita de Santa Justa i Santa Rufina